# Jōdo-ji (Onomichi)

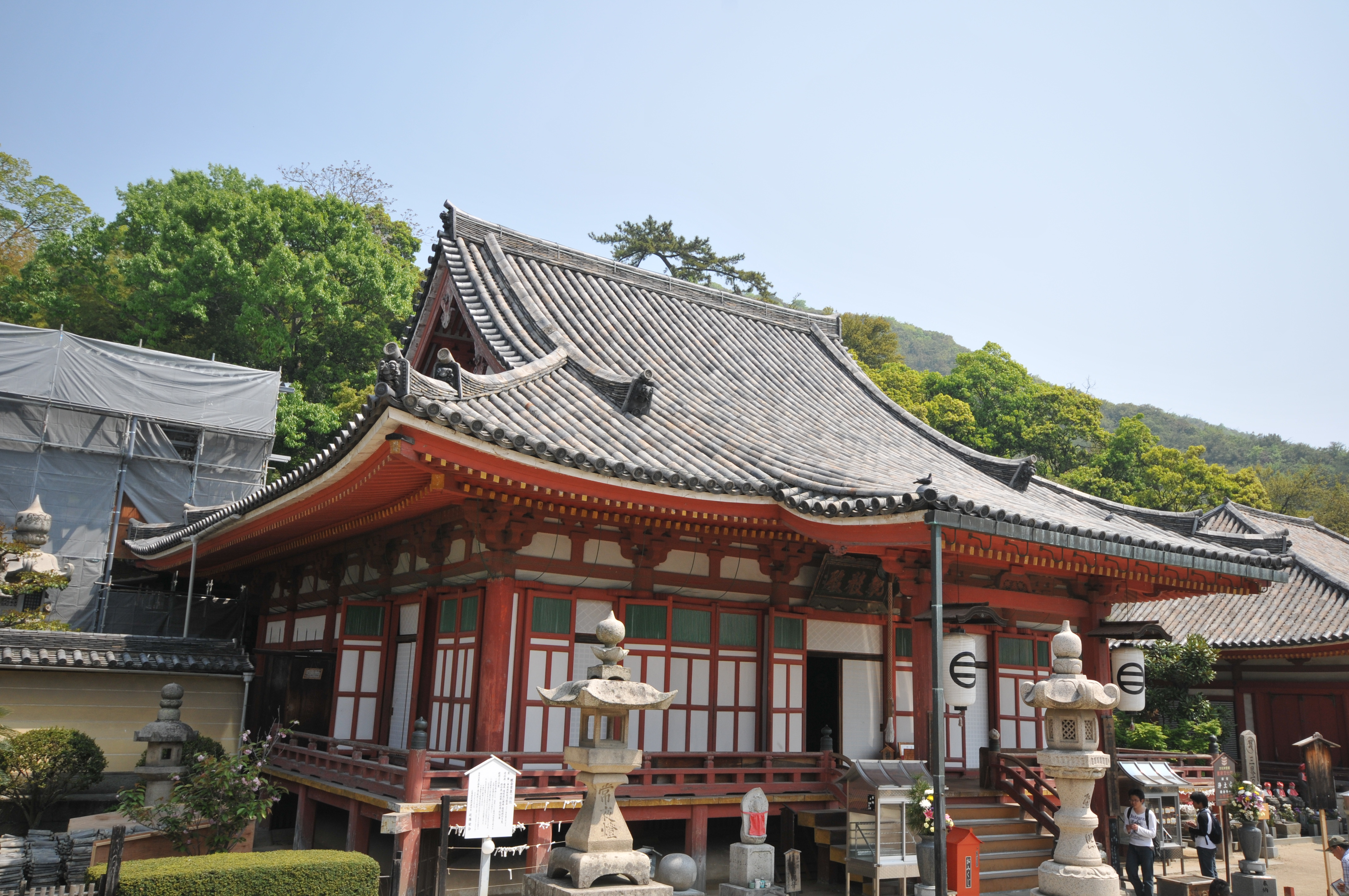
Haupthalle

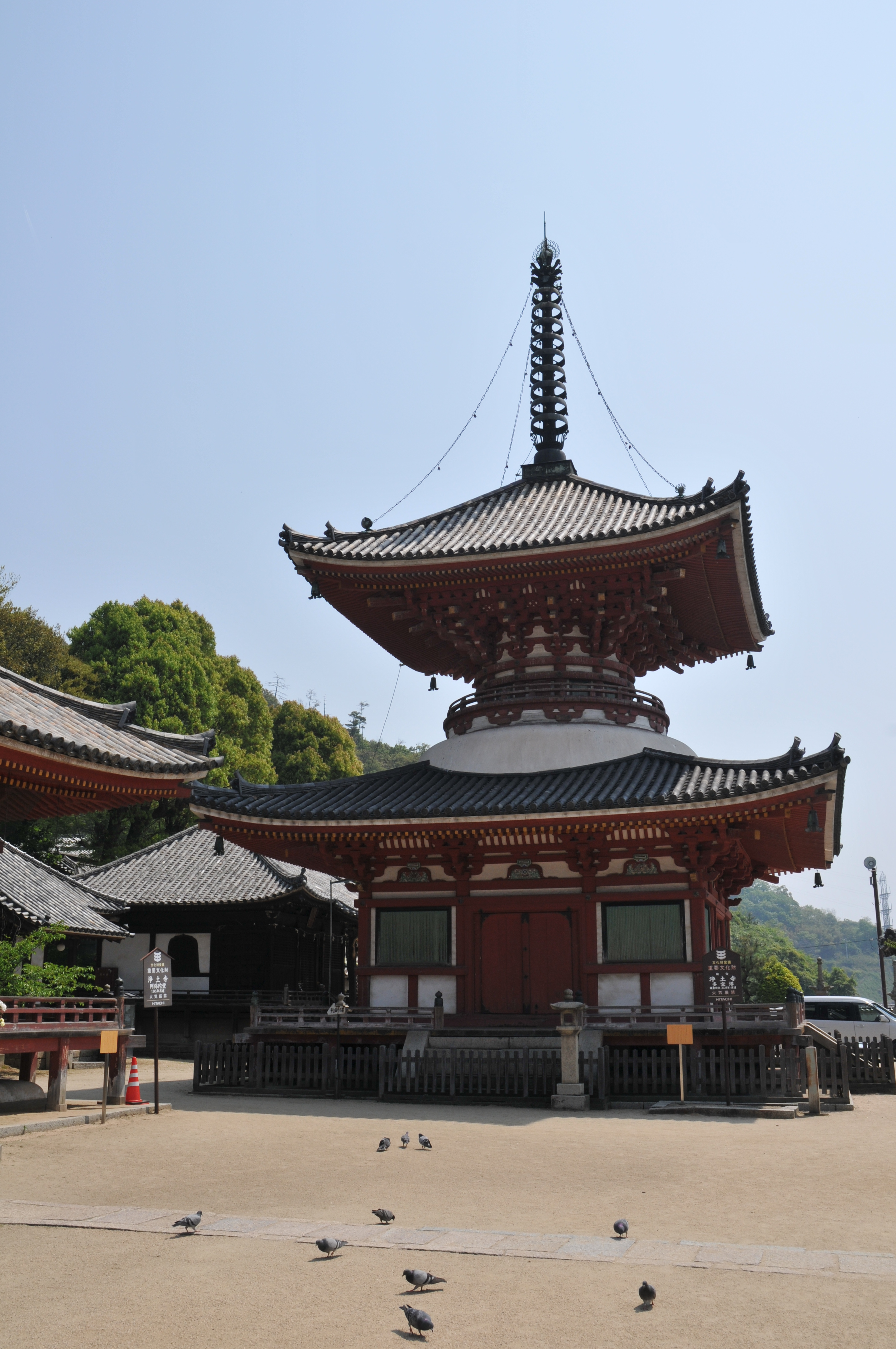
Schatzpagode

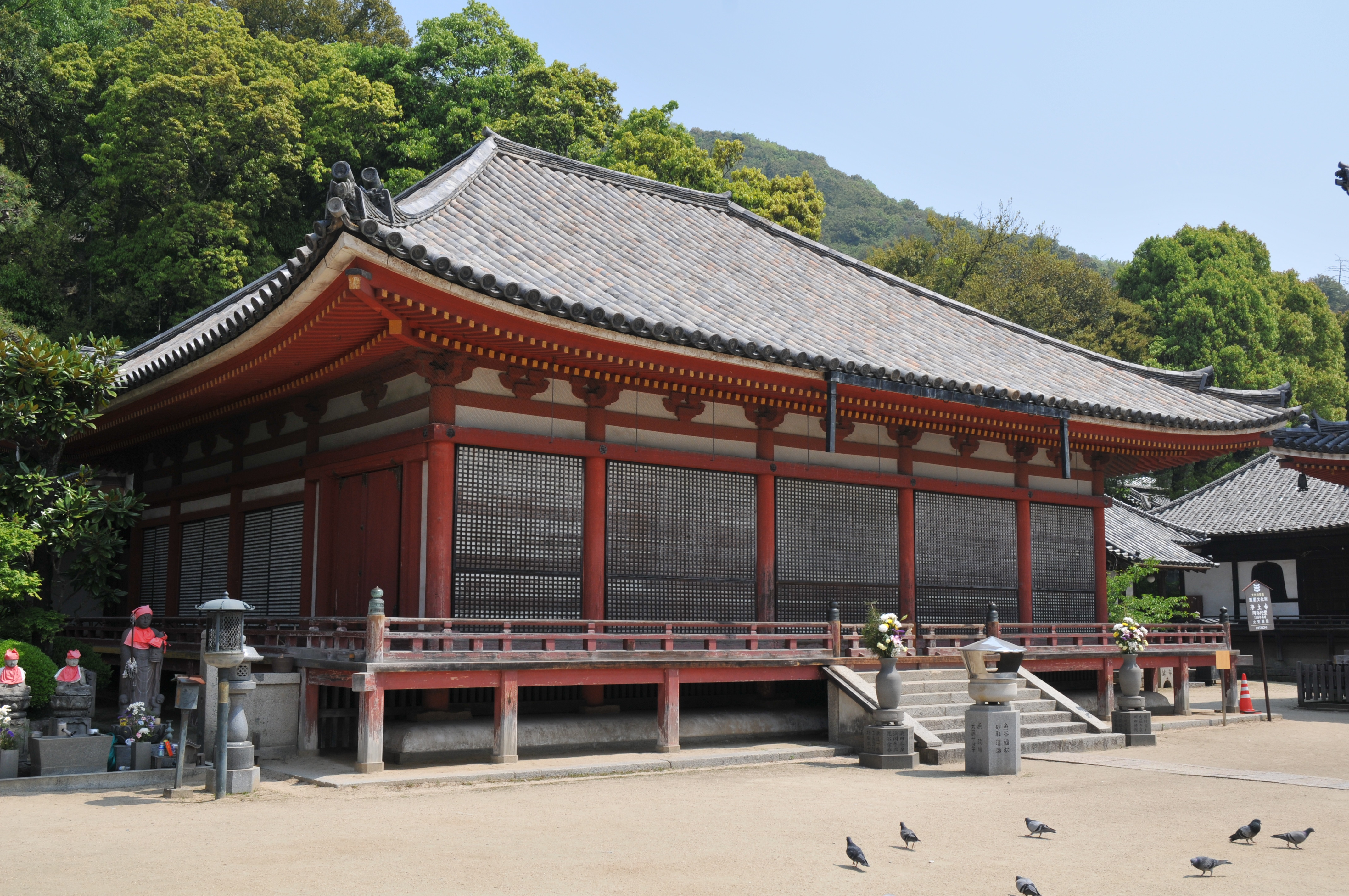
Amida-dō

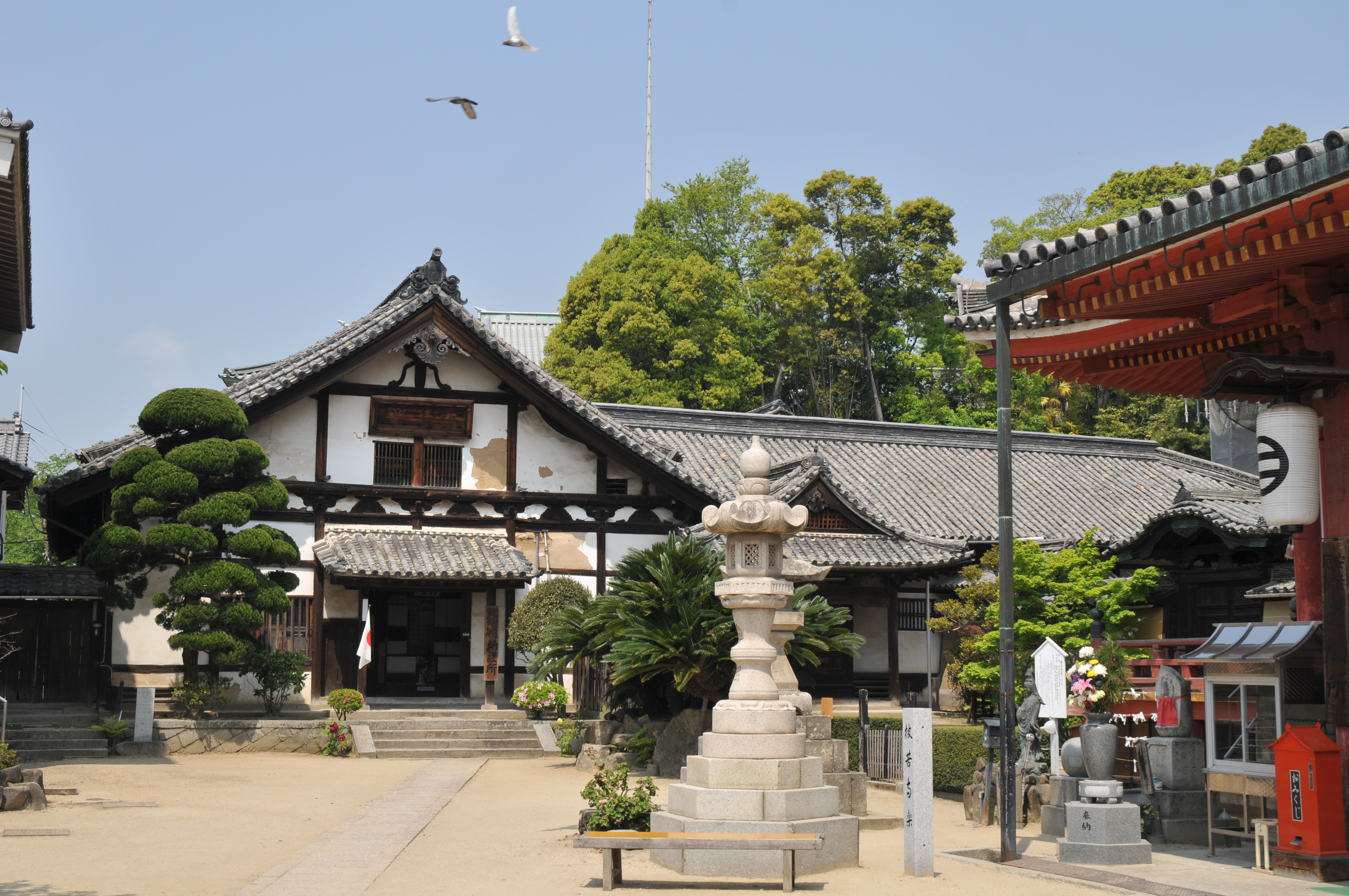
Speisesaal
mit Gästehaus rechts

Der Jōdo-ji (japanisch 浄土寺) in der Stadt Onomichi (Präfektur Hiroshima) ist ein Tempel der Shingon-Schule des Buddhismus.

## Der Tempel
Laut Tempelüberlieferung soll Prinz Shōtoku der Gründer des Tempels gewesen sein. Sicher ist, dass dort seit Ende der Heian-Zeit eine Gebetsstätte existiert. Der eigentliche Aufbau erfolgte ab 1306 mit dem Bau der Haupthalle (kondō). Doch bereits 1325 brannte der Tempel ab, aber schon bald wurden mit Hilfe der Bevölkerung die wichtigsten Gebäude wieder aufgebaut. Verehrt wird eine elfgesichtige Kannon.
Während der Namboku-Zeit besuchte Ashikaga Takauji im 1336 auf dem Wege nach Kyūshū den Tempel und stiftete eine Sammlung von 33 Gedichten mit der Bitte um einen militärischen Erfolg. Die Sammlung ist bis heute im Besitz des Tempels und ist als Wichtiges Kulturgut registriert. Takauji bestimmte den Jōdo-ji als einen der Schutztempel (安国寺, ankokuji) im Lande.

## Die einzelnen Bauwerke
Nach passieren des Tempeltores (山門, sammon; Wichtiges Kulturgut) steht man vor der
- Haupthalle (本堂, hondō; Nationalschatz). Sie wurde 1327 erbaut, ist im Wayō-Stil erbaut und mit dem Vordach dem Zen-Stil angepasst.
- Weiter rechts steht die Amida-Halle (阿弥陀堂, Amida-dō; Wichtiges Kulturgut)
- Dann folgt die Schatzpagode (多宝塔, tahōtō; Nationalschatz), deren Baujahr mit 1328 genau bekannt ist, was bei sonstigen Schatzpagoden nicht der Fall ist.
- Zu den weiteren Gebäuden gehören die Abtresidenz (方丈, hōjō), ein Tor im chinesischen Stil (唐門, karamon), das Refektorium (庫裏, kuri) mit Gästehaus (客殿, kyakuden), ein weiteres Tor, der Schatzspeicher (宝庫, hōko) der Pavillon Roteki-an (露滴庵), eine Stein-Pagode im Sutrenspeicherstil (納経塔, nōkyōtō) und zwei Steinpagoden im Hōkyōin-Stil (宝篋印塔).
- Das Schatzhaus (宝物館, hōmotsukan) bewahrt buddhistische Skulpturen, Gemälde und alte Schriften. Die „auf Seide gemalte Mandala beider Welten“ (絹本色両界曼荼羅図, Kenbonshiki ryōkai mandara-zu) stammt aus dem Jahr 1317. Drei Shōtoku-Skulpturen stammen aus der Kamakura-Zeit bzw. aus der Zeit danach. Alle drei sind als Wichtiges Kulturgut registriert.

## Sonstiges
In dem Film Die Reise nach Tokyo des Regisseurs Ozu aus dem Jahr 1953 fahren die Kinder in den Wohn- und Sterbeort ihrer Mutter, Onomichi. In den Szenen dort kommt am Rande der Jodo-ji vor.